# Béke Lángja Egyesület
A világbékéért küzdő Verein zur Förderung des Friedens (Egyesület a béke előmozdításáért) nevű osztrák szervezet.

## A szervezet
A Verein zur Förderung des Friedens egyesületet Herta Margarete Öfferl és Sándor von Habsburg-Lothringen alapította Bécsben, 2007 januárjában. Később össze is házasodtak.
A szervezet nonprofit alapon működik, politikailag és vallásilag semleges. Célja, hogy segítse és megjutalmazza a békéért tett erőfeszítéseket. 2008 óta osztanak díjakat mind magánszemélyeknek, mind szervezeteknek. A személyeknek szóló díjakat politikusok, diplomaták, médiaszereplők és békeaktivisták kaphatják.
A szervezet magyarországi képviselője Bárdossy Péter, titkára Várkonyi Tibor.

## A Béke Lángja-díj
A Béke Lángja-díjat (angolul: Flame of Peace, németül: Flamme des Friedens) a világbékéért dolgozó ismert személyeknek, békeaktivistáknak és szervezeteknek ítélik oda. A lángot egy felfelé törekvő, fából készült alakzat jelképezi, amely egy kőtalapzaton nyugszik.

## Legfontosabb események
2009 márciusában az egyesület elnöke, Herta Margarete Öfferl Bécsben, a Wilhelminenberg-kastélyban leleplezte a Béke Lángja-szobrot. Az eseményen részt vett Christian Berlakovits (Ausztria olaszországi nagykövete), Vesna Borozan (Macedónia nagykövete), Prince Bernard (kameruni konzul), Silvi Davidiou (Románia nagykövete), Ahmed Alwan al-Alwani Mulhi (Jemen nagykövete), és Asot Hovakimjan (Örményország nagykövete).
2009 szeptemberében Herta Margarete Öfferl Szanaában leleplezett egy békeemlékművet.
2012 márciusában Ledida Alexander Kárpátalja kormányzója látogatást tett a stájerországi Mitterdorfban, ahol leleplezték a Béke Lángja emlékművét. Az eseményen részt vett Andrij Bereznij Ukrajna nagykövete, és Genaggyij Boldir kereskedelmi attasé is.
2012 májusában az Alsó-Ausztriai Ernstbrunnban, az önkéntes tűzoltóegylet épülete előtt lelepleztek egy békeemlékművet.

## Kritika
2009-ben a díjat Ali Abdullah Saleh kapta a houthi lázadók elleni támadásakor, 2016-ban pedig Khalifa bin Salman Al Khalifa, Bahrein miniszterelnöke, Brian Whitaker brit újságíró pedig "kétes békedíjnak" nevezte a szervezetek díját. Az egyesület vezetősége csak családtagokból, Herta Margarete és Sandor Habsburg-Lohtringen, valamint Herta Margarete gyermekeiből áll. Az egyesület tagságáról vagy ellenőrzéséről nincsenek információk. A szervezet alapítóját és elnökét a Szuverén Máltai Lovagrend is bírálja, amiért a "Sovereign Hospitaller Order of St. John of Jerusalem - Knights of Malta" nevű kétes álrendben tevékenykedik.

## Legismertebb díjazottak
- 2008 Christian B. M. Berlakovits, Ausztria olaszországi nagykövete
- 2009 Ali Abdullah Saleh, Jemen elnöke
- 2009 Goldenes Kreuz Kórház (Bécs), alapításának 90. évfordulója alkalmából, humanitárius erőfeszítéseinek elismeréseként
- 2010 Christian Werner tábori püspök és egy katona az ausztriai Mistelbach támaszponton
- 2013 International School (Monaco) diákjainak az Egyesült Államok által 2012-ben indított Béke Művészete elnevezésű mozgalomban való részvételért
- 2013 Jaroslaw Starzyk berni lengyel nagykövetnek
- 2014 Wolfgang Laubinger, az ausztriai Gütersloh evangélikus gyülekezeti táborának alapítója és igazgatója
- 2015 Veneto tartomány regionális tanácsa